# 26 de juliol
El 26 de juliol és el dos-cents setè dia de l'any del calendari gregorià i el cent dos-cents vuitè en els anys de traspàs. Queden 158 dies per finalitzar l'any.

## Esdeveniments
Països Catalans
- 1719 - Reus, Camp de Tarragona: Carrasclet i els seus hòmens intenten entrar a la ciutat.
- 1909 - Barcelona: hi comença la revolta popular contra les autoritats coneguda com a la "Setmana Tràgica".[1]
- 1975 - Canet de Mar, Maresme: comença el primer Festival Canet Rock, «dotze hores de música i follia».

Resta del món
- 1139 - Alfons I de Portugal s'autoproclama primer Rei de Portugal i des d'aquest moment Portugal es considera independent del Regne de Lleó.
- 1581 - Anvers/La Haia - Els Estats Generals dels Països Baixos destitueixen Felip II d'Espanya amb el decret Plakkaat van Verlatinghe, i es declaren independents de fet.
- 1609 - Thomas Harriot dibuixa per primer cop el relleu de la Lluna.
- 1758 - Louisbourg (Nova Escòcia, Canadà): la derrota francesa al Setge de Louisbourg va representar el final del seu domini a Amèrica del Nord durant la Guerra Franco-Índia.
- 1759 - Youngstown (Nova York) (EUA): els francesos rendeixen la fortalesa al final de la batalla de Fort Niagara en el context de la Guerra Franco-Índia.
- 1887 - Varsòvia: es publica el llibre en què el doctor Ludwik Lejzer Zamenhof, amb el pseudònim Dr Esperanto, dona a conèixer la seva proposta de llengua internacional, que des de llavors és coneguda amb el nom d'esperanto.
- 1953 - Santiago, Cuba: 165 jóvens encapçalats per Fidel Castro assalten el quarter de Moncada (Revolució Cubana).
- 1992 - Madrid, Espanya: El Guernica és traslladat per última vegada al Museu Reina Sofia.
- 2004 - Mountain View, Califòrnia, Estats Units: Google anuncia el preu amb què les seves accions cotitzaran a borsa i simultàniament un virus en col·lapsa el cercador en diferents punts del planeta.
- 2005 - Cap Canaveral, Florida, Estats Units: S'enlaira el primer transbordador espacial després de l'accident del Columbia, esdevingut el primer de febrer del 2003.

## Naixements
Països Catalans
- 1921 - Barcelona: Victòria Pujolar Amat, republicana i activista, primera veu en català de la clandestina Radio Pirenaica (m. 2017).[2]
- 1927 - Barcelona: Joan Reventós i Carner, polític català, un dels fundadors del Partit dels Socialistes de Catalunya, i president del Parlament de Catalunya.
- 1925 - Barcelona: Ana María Matute Ausejo, novel·lista catalana en llengua castellana (m. 2014).[3]
- 1931 - Barcelona: Isabel Bas i Amat, il·lustradora i guionista catalana (m. 2023).[4]
- 1935 - Girona: Francesc Ferrer i Gironès, polític i escriptor en català (m. 2006).
- 1941 - Barcelona: Maria Josep Ragué Arias, crítica teatral i assagista (m. 2019).[5]
- 1947:
  - Barcelona: Maria Teresa Ocaña i Gomà, conservadora de museus, ha dirigit el Museu Picasso i el MNAC.[6]
  - Barcelona: Jordi Sierra i Fabra, escriptor català.[7]
- 1957 - Sant Celoni: Santi Santamaria, cuiner català (m. 2011).
- 1966 - Montblanc: Montserrat Martín Moncusí, arquera catalana.[8]
- 1968 - els Alamús: Anna Simó i Castelló, filòloga i política catalana, ha estat consellera de la Generalitat de Catalunya.[9]

Resta del món
- 1724 - Xia'n, Xina: Ji Yun, polític i escriptor xinès (m. 1805).[10]

- 1791 - Viena, Àustria: Franz Xaver Wolfgang Mozart, compositor, director d'orquestra i professor de música (m. 1844).
- 1796 - París (França): Jean-Baptiste Camille Corot, pintor realista francès (m. 1875).[11]
- 1801 - Estocolm, Suècia: Maria Röhl, pintora retratista sueca (m. 1875).[12]
- 1810 - Kingston-upon-Thames, Anglaterra: Henry Christy, etnòleg anglès (m. 1865).
- 1829 - Oostende, Flandes, Bèlgica: Auguste Beernaert, advocat i polític flamenc, Premi Nobel de la Pau (1909) (m. 1912).[13]
- 1842 - Bermondsey, Londres, Anglaterra: Alfred Marshall, economista anglès (m. 1924).
- 1856 - 
  - Gant, Flandes, Bèlgica: Edward Anseele, polític belga flamenc, cofundador del Partit Obrer Belga.
  - Dublín, Irlanda: George Bernard Shaw, escriptor i dramaturg irlandès.
- 1859 - Courrières: Virginie Demont-Breton, pintora francesa (m. 1935).[14]
- 1870 - Eibar, Espanya: Ignacio Zuloaga Zabaleta, pintor basc (m. 1945).[15]
- 1874 - Vixni Volotxok, Rússia: Serguei Aleksàndrovitx Kussevitski, en rus: Сергей Александрович Кусевицкий, conegut habitualment com a Serge Koussevitzky, contrabaixista, compositor i director d'orquestra rus, nacionalitzat estatunidenc (m. 1951).[16]
- 1875 - Kessewil, Suïssa: Carl Gustav Jung, psicòleg suís inventor de la idea d'inconscient col·lectiu.
- 1875 - Sevilla, Espanya: Antonio Machado, poeta espanyol de la Generació del 98.[17]
- 1893 - Berlín, Alemanya,George Grosz, pintor alemany (m. 1959).
- 1894 - Godalming, Regne Unit: Aldous Huxley, escriptor anglès.
- 1919 - Letchworth, Regne Unit: James Lovelock, científic britànic.
- 1922 - Tulsa, Oklahoma, Estats Units: Blake Edwards, director de cinema, guionista i productor estatunidenc.
- 1928 -
  - Bronx, Nova York, Estats Units: Stanley Kubrick, director de cinema estatunidenc (m. 1999).
  - Grodzisk Mazowiecki (Polònia): Tadeusz Baird, compositor polonès (m. 1981).[16]
  - Sàsser, Sardenya, Itàlia: Francesco Cossiga, polític, jurista i professor italià (m. 2010).
  - Pequín (Xina): Zong Pu (xinès: 宗璞), nom de ploma de l'escriptora xinesa Feng Zhongpu((冯钟璞). Guanyadora del Premi Mao Dun de Literatura de l'any 2005.[18]
- 1929 - Sofia, Bulgària: Alexis Weissenberg, pianista búlgar (m. 2012).
- 1931 - Seattle, Washington: Patti Bown, pianista, compositora i cantant de jazz estatunidenca (m. 2008).[19]
- 1933 - Evanston, Illinois, Estats Units: Edmund S. Phelps, economista estatunidenc guardonat amb el Premi Nobel d'Economia el 2006.[20]
- 1939 - Sydney, Nova Gal·les del Sud, Austràlia: John Winston Howard, polític australià i antic Primer ministre d'Austràlia.
- 1943 - Dartford, Kent, Anglaterra, Regne Unit: Michael Philip Jagger, conegut com a Mick Jagger, cantant de rock anglès, component de The Rolling Stones.
- 1945 - Chiswick, Anglaterra, Regne Unit: Helen Mirren, actriu anglesa de teatre, cinema i televisió.[21]
- 1947 - Avezzano, Itàlia: Ada Gentile, és una compositora italiana d'obres orquestrals, de cambra i vocals.[22]
- 1949
  - San Kamphaeng, Província de Chiang Mai, Tailàndia: Thaksin Shinawatra, empresari i polític tailandès, Primer Ministre de Tailàndia entre 2001 i 2006
  - Dersingham, Regne Unit: Roger Taylor, músic britànic, bateria de Queen.[23]
- 1955 - Karachi, Pakistan: Asif Ali Zardari, President del Pakistan entre 2008 i 2013.
- 1957 - Trad, Tailàndia: Araya Rasdjarmrearnsook, artista tai que fa escultures, instal·lacions i vídeos.[24]
- 1959 - South Orange, Nova Jersey, Estats Units: Kevin Spacey, actor, director, guionista, productor i cantant estatunidenc
- 1964 - Manassas, Virgínia, Estats Units: Sandra Bullock, actriu estatunidenca.
- 1965 - Oviedo: Ana García-Siñeriz, periodista, presentadora i escriptora espanyola.[25]
- 1966 - Cassano delle Murge, Pulla, Itàlia: Anna Rita del Piano, actriu italiana i també directora teatral i de curts.[26]
- 1967 - Derbyshire, Londres, Anglaterra, Regne Unit: Jason Statham, actor de cinema britànic.
- 1973 - Londres, Anglaterra, Kate Beckinsale, actriu anglesa.
- 1975 - Oxford, Regne unit, Liz Truss, política britànica que fou primera ministra del Regne Unit.[27]
- 1979 - Zeberio, Biscaia: Txema Añibarro, futbolista basc que jugava com a migcampista.
- 1980 - Hamilton, Nova Zelanda: Jacinda Ardern, política neozelandesa, Primera ministra des d'octubre de 2017.[28]
- 1981 - Novo Hamburgo, Brasil: Maicon Douglas Sisenando, futbolista brasiler
- 1993 - Saint Louis, Missouri, Estats Units: Taylor Momsen, cantant, actriu i model estatunidenca.

## Necrològiques
Països Catalans
- 1623 - València: Gaspar Aguilar, escriptor valencià (n. 1561).
- 1930 - Barcelona: Narcís Oller i de Moragas, escriptor català (n. 1846).[29]
- 1962 - Barcelona: Raquel Meller, cantant, cupletista (n. 1888).[30]
- 1966 - Barcelona: Carme Montoriol i Puig, traductora, escriptora i pianista catalana.[31]
- 1980 - Barcelonaː Emília Palau Montolio, pianista catalana (n. 1903).[32]
- 1983 - Sant Pere de Ribes: Charlie Rivel, pallasso català (n. 1896).
- 2011 - Cornellà de Llobregat: Vicenç Badenes, periodista, activista social català, un dels pioners d'Internet a Catalunya i impulsor de la democratització de les noves tecnologies com a eina de desenvolupament social (n. 1957).
- 2015 - Girona: Natàlia Molero i Lloret, escriptora i gestora cultural catalana (n. 1959).[33]
- 2017 - Ciutat de Mèxic: Ramon Xirau i Subias, és un filòsof i poeta mexicà d'origen català.
- 2024 - Sant Cugat del Vallès: Jordi Font i Rodon, psiquiatre i religiós català (n. 1924).

Resta del món
- 1533 - Cajamarca (Perú): Atahualpa, emperador inca, és executat per Francisco Pizarro.
- 1684 - Pàdua: Elena Cornaro Piscopia, filòsofa veneciana, primera dona a assolir una titulació universitària (n. 1646).[34]
- 1806 - Winkel: Karoline von Günderrode, escriptora romàntica alemanya (n. 1780).[35]
- 1925 - Pont-Aven, Bretanya: Théodore Botrel, poeta i cançoner bretó.
- 1935 - Berlínː Käthe Paulus, paracaigudista alemanya pionera i inventora.[36]
- 1937 - El Escorial, Espanya: Gerda Taro, fotògrafa alemanya, corresponsal a Guerra Civil espanyola (n. 1910).[37]
- 1959 - Itō Einosuke, escriptor japonès.
- 1950 - Lausana, Suïssa: Hans Lodeizen, poeta neerlandès.
- 1952 - Buenos Aires, Argentina: María Eva Duarte Ibarguren, coneguda com a Eva Perón, política argentina, primera dama del país (n. 1919).[38]
- 1953 - Santiago de Cuba, Cuba: Abel Santamaría, líder del moviment revolucionari cubà (n. 1927).[39]
- 1960 - 
  - Hollywood, Califòrnia, Estats Units: Cedric Gibbons, director artístic irlandès de cinema.
  - Leamington: Maud Menten, metgessa canadenca, feu importants contribucions a la cinètica enzimàtica i la histologia (m. 1960).[40]
- 1971 - Greenwich (Nova York): Diane Arbus, fotògrafa estatunidenca (n. 1923).[41]
- 1999 - Oslo (Noruega): Trygve Haavelmo, economista noruec, Premi Nobel d'Economia de l'any 1989 (n. 1911).[42]
- 2003 - Copenhagen: Hilde Levi, física alemanya-danesa (n. 1909).[43]
- 2017 - 
  - Leo Kinnunen, va ser un pilot de curses automobilístiques finès que va arribar a disputar curses de Fórmula 1.
  - Viena, Àustria: Paul Angerer és un compositor i director d'orquestra austríac.
- 2020 – París, França: Olivia de Havilland, actriu Japonesa-Estatunidenca (n. 1916).
- 2023 - Überlingen: Martin Walser, escriptor alemany (n. 1927).

## Festes i commemoracions
- Cuba: Dia de la rebel·lió nacional, en commemoració de l'assalt de la caserna de Moncada (Santiago de Cuba)
- Sant Crist d'Alcúdia-Mallorca (cada tres anys, el darrer 2007)
- Tercer dia de les festes de Moros i Cristians de la Vila Joiosa (Marina Baixa)

### Santoral[44]

#### Església Catòlica[45]
- Sants al Martirologi romà (2011): Sant Joaquim i santa Anna, pares de la Mare de Déu; sants Erast de Paneas, un dels Setanta deixebles; Evangelista i Pelegrí de Verona (segles vii i viii); Simeó de Polirone, monjo eremita (1016); Austind d'Aush, bisbe (1068); Hug d'Actis, monjo (1250); Camilla Gentili, màrtir (segles xiv i xv); Bartolomea Maria Capitanio, fundadora (1833); Ġorġ Preca, prevere fundador (1962).
  - Beats: John Ingram, George Swallowell, màrtirs (1594); Edward Thwing, Robert Nutter, màrtirs (1600); William Webster, prevere màrtir (1641); Andreu de Phu Yen, protomàrtir del Vietnam (1644); Marcel-Gauquier Labigne de Reignefort i Pierre-Joseph Le Groing de La Romagère, màrtirs (1794); Marie-Marguerite Bonnet i 4 companyes màrtirs (1794); Vicente Pinilla, Manuel Martín Sierra, preveres màrtirs (1936); Tito Brandsma, màrtir (1942).
- Sants: Cristiana de Termonde, verge (s. VIII); Benigne i Car de Malcesine, eremites (s. VIII-IX)
- Beats: Jori d'Armènia
- Venerables: Sança Alfons de Lleó, religiosa
- Servent de Déu Baldiri Xiberta i Roqueta, carmelita
- Venerats a l'Orde de la Mercè: beat Juan Iraizos, màrtir (1629)

#### Església Copta
- 19 Abib: Bedoba, Andaros i Cristòsol d'Esna, màrtirs (284); Sant Pantaleó, metge i màrtir; Joan X d'Alexandria, patriarca (1369)

#### Església Ortodoxa (segons el calendari julià)
- Se celebren els corresponents al 8 d'agost del calendari gregorià

#### Església Ortodoxa (segons el calendari gregorià)
Corresponen als sants del 13 de juliol del calendari julià
- Sants: Gabriel arcàngel; Serapió, màrtir (193); Marcià d'Icònium, màrtir (258); Julià de Le Mans, bisbe (358); Eugeni de Cartago, bisbe (505); Sara l'Eremita, abadessa; Heliofot, Epafrodit i 32 eremites màrtirs de Xipre; Maria de Pèrsia (s. VI); Esteve de Sant Saba, monjo (794); Antoni de Leokhovo, monjo (1611); Corneli de Pereiaslavl, monjo (1693).

#### Església Evangèlica d'Alemanya
- Luise Scheppler, benefactora (1837)

#### Esglésies anglicanes
- Sant Joaquim i santa Anna, pares de la Mare de Déu